# Presidente Castelo Branco (Paraná)
Presidente Castelo Branco é um município brasileiro do estado do Paraná, localizado na Região Metropolitana de Maringá.

## História
A colonização do município de Presidente Castelo Branco se deve à Companhia de Melhoramentos Norte do Paraná em meados do século XX. Sua formação e desenvolvimento estão intrinsecamente associados ao ciclo da expansão cafeeira do Estado do Paraná.
Mais tarde, as plantações de café foram gradativamente sendo substituídas pelas lavouras de milho, trigo, soja e algodão.
Com a denominação de Iroí, foi criado como distrito pela Lei Municipal nº53, de 16 de março de 1954, anexado ao município de Nova Esperança.
O município foi criado através da Lei Estadual nº 4.992, de 21 de dezembro de 1964, e instalado em 29 de novembro de 1965, foi desmembrado de Nova Esperança, e também alterou seu nome de Iroí para Presidente Castelo Branco, em homenagem ao presidente Humberto Castelo Branco.

## Geografia
Possui uma área de 155,734 km² representando 0,0781 % do estado, 0,0276 % da região e 0,0018 % de todo o território brasileiro. Localiza-se a uma latitude 23º16'40" sul e a uma longitude 52º09'07" oeste, estando a uma altitude de 570 metros. Sua população, conforme estimativas do IBGE de 2021, era de 5 395 habitantes.

### Demografia
Dados do Censo - 2000
População total: 4.305
- Urbana: 3.247
- Rural: 1.058
- Homens: 2.210
- Mulheres: 2.095

Índice de Desenvolvimento Humano Municipal (IDH-M): 0,742
- IDH-Renda: 0,653
- IDH-Longevidade: 0,743
- IDH-Educação: 0,8312

## Administração
- Prefeito: João Pericles Martinati (2021-2024)
- Vice-Prefeito: Gincarlo Schilive (2021-2024)
- Presidente da Câmara: Rafael Franco Faccin (2021-2022)